# Joyce Jonathan
Joyce Jonathan (Levallois-Perret, Altos del Sena, Isla de Francia, 3 de noviembre de 1989) es una cantautora francesa.

## Biografía

### Infancia y adolescencia
Joyce Jonathan, hija de Patricia Tartour, de origen judío-tunecino, directora y fundadora de la agencia de viajes Maison de la Chine, y de un arquitecto, es la menor de tres hermanas (Victoria y Sarah) y dos medio-hermanos. Estudió en la Escuela alsaciana en París, y posee una licenciatura en psicología. Tiene un buen conocimiento del chino mandarín.
A los 7 años, aprendió a tocar el piano y comenzó a componer sus primeras canciones, que comparte con sus hermanas mayores. Continuó con esfuerzo su inscripción en clases de piano, y también a los 11 años, sin notificárselo a sus padres, clases de canto. Ella aprendió de forma autodidacta a tocar la guitarra, influenciada por artistas como Teri Moisés, Michel Berger, Jean-Jacques Goldman y Tracy Chapman.

### Vida privada
Ella fue pareja de Thomas Hollande, hijo de François Hollande (presidente y político francés) y Ségolène Royal, desde 2012 hasta el verano de 2014. También ha apoyado públicamente a Hollande durante la campaña presidencial de 2012 y cantó para celebrar su victoria 6 de mayo de 2012 en la Plaza de la Bastilla.

### Carrera musical

#### Primer disco:Sur mes gardes
Solo tenía 16 años cuando publicó en la red social MySpace tres de sus composiciones. También se puso en contacto con Michael Goldman, cofundador de la nueva firma My Major Company, para animarle a escuchar sus canciones.
En diciembre de 2007, a la edad de 18 años, pone en marcha en el sitio web de la firma My Major Company. El 13 de mayo de 2008, alcanza los 70.000 euros requeridos para la producción de su álbum, con 486 productores, comenzando a grabar en su primer disco "Sur mes gardes". Más tarde pidió ayuda a Louis Bertignac (guitarrista de la banda Téléphone), que impresionado por el talento y la suave voz de la joven artista accedió a trabajar con ella en sus canciones. Fue en el estudio del célebre músico donde trabajaron juntos durante un año. También grabó a dúo con Tété, "Sur mes gardes". Sus dos sencillos, "Je ne sais pas" y "Pas besoin de toi", provienen de su primer disco "Sur mes gardes", publicado en enero de 2010. Seis meses después del lanzamiento los productores de Joyce Jonathan ya habían amortizado su inversión. Fue disco de oro en mayo de 2010, solamente cinco meses después de su lanzamiento, y en menos de un año después el álbum fue disco de platino. En agosto de 2010, el álbum llegó a ser número uno en ventas de álbumes por descarga.
En agosto de 2010, su sencillo "L'heure avait sonné" fue elegido por los directores de la serie estadounidense Gossip Girl para ilustrar la banda sonora del primer episodio de la cuarta temporada.
La versión en chino mandarín de su álbum fue lanzado en China y Taiwán a finales de 2010 y rápidamente se trasladó hasta los primeros puestos de las listas de ventas, situándose en el top 5 de ventas en Hong Kong y Taiwán, y la canción "Je ne sais pas" se convierte en una de las más emitidas varias semanas. Este éxito viene con muchas invitaciones a programas de televisión, tales como el Año Nuevo chino en el Centro Acuático Nacional de Pekín, y transmitida a más de 150 millones de espectadores chinos. Joyce Jonathan continúa su conquista de Asia mediante encuestas a las salas de conciertos Beijing, Shanghái, Wuhan, Hong Kong, Chengdu, Guiyang y Taipéi.
Comenzó una gira en octubre de 2010. Casi todas las fechas se agotaron: La Cigale de París, El Médiator de Perpiñán, Le Liberté de Rennes, Run Ar Puns de Chateaulin, Les Passagers du Zinc de Aviñón, l'Ampérage de Grenoble, etc. Fechas adicionales fueron entonces agregadas a la fecha de la sala legendaria Olympia el 28 de abril de 2011. Ella también hizo un concierto en el festival de Les Francofolies de Spa. En el escenario, Joyce se acompaña de guitarra y piano; también va acompañada de varios músicos (bajo, teclado, batería, guitarra, chelo). El 18 de julio de 2015 fue invitada a Festivalras.
El 23 de enero de 2011, recibió el premio NRJ Music Awards 2011 en la categoría de Revelación francófona y fue nominada en la categoría de Canción francesa del año por "Pas besoin de toi"'. También ganó el mismo año, el Gran Premio de la Unión Nacional de Autores y Compositores (UNAC), otorgado por la SACEM, por la composición de la canción "Je ne sais pas" compuesta por Fabien Nataf. En 2011 también grabó la canción "Mystères" con Petula Clark.
En 2012, fue nominada a los NRJ Music Awards 2012 en la categoría de Artista femenina francófona del año. También participa en el sencillo benéfico "Je reprends ma route" a favor de la asociación "Les voix de l'enfant" junto a Yannick Noah, Lorie, Matt Pokora, Mélissa Nkonda, Hugues Aufray, Nicolas Peyrac, Sheryfa Luna, Grégoire, Jenifer, Merwan Rim, Gérard Lenorman, Emmanuel Moire, Dominique Magloire, Mani, Priscilla, Mickael Miro, Rose, Philippe Lavil, Marie Myriam, Mikelangelo Loconte, Melissa Mars, Faudel, Anggun, Stanisla, Julie Zenatti, Colonel Reyel, Annie Cordy, Yves Duteil, Pauline Delpech, Pierre Souchon, Judith, Quentin Mosimann, Lââm, Michael Jones, Cylia, Ycare y el colectivo Métissé. En julio de 2012 ella se va de My Major Company para firmar un contrato con Polydor Records (Universal Music Group).

#### Segundo disco:Caractère
En febrero de 2013, revela el primer sencillo titulado "Ça Ira" de su segundo álbum "Caractère".
En marzo de 2013, la cantante participa en el álbum "Une voix une guitare", recopilatorio de canciones francesas dirigido por Jean-Félix Lalanne, de acuerdo con el concepto de una guitarra única y una voz única. Ella aparece con artistas de prestigio como Serge Lama, Michel Jonasz, Vanessa Paradis, Hugues Aufray... Ella interpreta una versión de Serge Lama, "D'aventures en aventures".
Ella es co-entrenadora junto a Louis Bertignac en el programa The Voice: La Plus Belle Voix transmitido por TF1 durante la semana del 1 de abril de 2013.
Presta su voz a los dibujos animados The New Adventures of Lassie.
Su segundo álbum, "Caractère", fue lanzado el 10 de junio de 2013, el cual, después de varias semanas de funcionamiento, fue disco de oro. Después del gran éxito de "Ca Ira", continuó su promoción de su segundo sencillo "Caractère" en octubre de 2013. El 18 de noviembre de 2013, la cantante reedita este disco que ahora incluye "Ça ira" en versión acústica y dos duetos inéditos, uno con Ycare, "Botero", y otro con Jean-Félix Lalanne, "D'aventures en aventures".
Obtuvo el Gran Premio de la Unión Nacional de Autores y Compositores (UNAC), otorgado por la SACEM, por la composición de su canción "Ca ira", compuesta por Fabien Nataf.
El 14 de diciembre de 2013 acudió a la ceremonia de los NRJ Music Awards 2013, fue nominada en las categorías de Artista femenina francófona del año y Canción francófona del año por "Ca ira". El mismo mes, participó en el proyecto "We Love Disney" interpretando "Un mundo ideal" de Aladdín junto a Olympe y "Hakuna Matata" de El rey león junto a Zaho.
En mayo de 2014, revela su tercer sencillo titulado "Sans patience" del álbum "Caractère". En junio de 2014, se convirtió en la cara de la gira Weleda Bioty Tour. El doble álbum benéfico "Kiss & Love", publicado el 3 de noviembre de 2014, contiene el título "Si seulement je pouvais lui manquer" de Calogero interpretado junto a Emmanuel Moire.
A finales de 2014 participó en la quinta temporada de Danse avec les Stars de TF1 con el bailarín Julien Brugel. Fue eliminada un mes después del inicio de la competición, frente a Anthony Kavanagh.

#### Tercer disco:Une Place Pour Moi
El 25 de septiembre de 2015, dio a conocer el primer sencillo llamado "Le Bonheur" de su tercer álbum "Une place pour moi" cuya puesta en marcha se produjo el 5 de febrero de 2016.

## Discografía

### Álbumes
| Fecha lanzamiento     | Álbum                     | Sello                                 |
| --------------------- | ------------------------- | ------------------------------------- |
| 18 de enero del 2010  | Sur mes gardes            | WM France Affiliated Labels/WM France |
| 10 de junio del 2013  | Caractère                 | Universal Music Division Polydor      |
| 5 de febrero del 2016 | Une place pour moi        | Universal Music Division Polydor      |
| 5 de octubre del 2018 | On                        | Play Two                              |
| 11 de marzo del 2022  | Les p'tites jolies choses | Deux Mille Cent Records               |

### Sencillos
| Año  | Sencillo                                    | Sello discográfico                    |
| ---- | ------------------------------------------- | ------------------------------------- |
| 2009 | Je ne sais pas                              | WM France Affiliated Labels/WM France |
| 2010 | Pas besoin de toi                           | WM France Affiliated Labels/WM France |
| 2010 | L'heure avait sonné                         | WM France Affiliated Labels/WM France |
| 2011 | Tant pis                                    | WM France Affiliated Labels/WM France |
| 2013 | Ça ira                                      | Universal Music Division Polydor      |
| 2013 | Caractère                                   | Universal Music Division Polydor      |
| 2014 | Sans patience                               | Universal Music Division Polydor      |
| 2014 | T'en vas pas                                | WM FR Affiliated/PlayOn               |
| 2015 | Le bonheur                                  | Universal Music Division Polydor      |
| 2016 | L'amour l'amour l'amour                     | Universal Music Division Polydor      |
| 2016 | Les filles d'aujourd'hui                    | Universal Music Division Polydor      |
| 2017 | Je ne veux pas de toi                       | Universal Music Division Polydor      |
| 2018 | On                                          | Play Two, Warner Music France         |
| 2018 | Je te déteste pas du tout                   | Play Two, Warner Music France         |
| 2019 | Mon héroïne (avec Lola Dubini)              | Play Two, Warner Music France         |
| 2021 | Les p'tites jolies choses                   | Deux Mille Cent Records               |
| 2021 | À la vie comme à la morte (avec Jason Mraz) | Deux Mille Cent Records               |
| 2022 | Bonjour, au revoir                          | Deux Mille Cent Records               |

### Recopilatorios
| Fecha de lanzamiento | Álbum                                                      | Canción                                        | Sello discográfico                       |
| -------------------- | ---------------------------------------------------------- | ---------------------------------------------- | ---------------------------------------- |
| Noviembre de 2010    | Tous les hits pour feter 2011                              | "Je ne sais pas"                               | WM France                                |
| Diciembre de 2011    | Collectif Paris-Africa pour l'UNICEF                       | "Je ne sais pas"                               | WM France                                |
| Marzo de 2012        | Play it girls                                              | "Sexy bitch"                                   | Parlophone France                        |
| Noviembre de 2012    | Be music talents                                           | "Le temps des cerises"                         | WM FR Affiliated/MyMajorCompany          |
| Enero de 2014        | Master hits 2014                                           | "Ça ira"                                       | Play On                                  |
| Enero de 2014        | Chansons d'amour : Les plus belles déclarations en musique | "Pas besoin de toi"                            | Wagram Music                             |
| Marzo de 2014        | Chanter pour celles                                        | "Résiste" y "La femme est l'avenir de l'homme" | Universal Music Division UMSM            |
| Marzo de 2014        | We love Disney                                             | "Ce rêve bleu" y "Hakuna Matata"               | Universal Music Division Mercury Records |
| Mayo de 2014         | Le chemin de pierre                                        | "Le chemin de pierre"                          | Morgane Events                           |
| Octubre de 2014      | Les enfants du Top 50                                      | "T'en va pas"                                  | WM FR Affiliated/PlayOn                  |
| Noviembre de 2014    | Aznavour, sa jeunesse                                      | "Et portant"                                   | Universal Music Division Barclay         |
| Octubre de 2015      | Ça, c'est vraiment nous                                    | "Cendrillon"                                   | Parlophone France                        |